# Fidel Mendoza Carrasquilla
Fidel Mendoza Carrasquilla (Turbaco, 7 de julio de 1925-Miami, 6 de enero de 2015) fue un dirigente deportivo colombiano. Fue presidente del Comité Olímpico Colombiano entre 1979 y 1989.

## Biografía
Fidel Mendoza Carrasquilla nació en Turbaco (Bolívar); estudió medicina en la Universidad Nacional de Colombia, de Bogotá y en 1953 contrajo matrimonio con Olga Franco Cortés, con quien tuvo cinco hijos: María Cristina, José Miguel, Juan Carlos, María Esperanza y Olga Viviana.
Su carrera en el deporte olímpico colombiano comenzó en 1966, cuando fue nombrado médico de la delegación nacional que participó en el Mundial de Boxeo, de Santo Domingo. De la misma manera fue el galeno del equipo de boxeo de Colombia que participó en los Juegos Olímpicos de Múnich en 1972, en donde dos pegadores, Clemente Rojas y Alfonso Pérez, lograron medallas de bronce. También se le recuerda como el médico que atendió al Papa Pablo VI en su visita a Colombia, en 1968.
En 1979 fue elegido presidente del Comité Olímpico Colombiano, cargo en el cual permaneció hasta 1989. Un año antes fue ungido por el Comité Olímpico Internacional como miembro vitalicio, durante la asamblea del COI celebrada en Seúl, cargo que le permitió asistir a los torneos olímpicos, como el de su despedida, en Veracruz, en noviembre pasado. Como un reconocimiento a su carrera en el deporte, la Unidad Deportiva de Cartagena lleva su nombre. Falleció el 6 de enero de 2015 en Miami a causa de un cáncer de hígado.